# Ciudadano en la Antigua Grecia
El ciudadano en la Antigua Grecia se define por un cierto número de prerrogativas y ventajas, de obligaciones y exigencias que le distinguía de los no ciudadanos: prerrogativas políticas, jurídicas, religiosas, beneficios sociales, exigencias fiscales y obligaciones militares. Los metecos y los esclavos vivían en la ciudad con los ciudadanos, pero esta era exclusivamente una comunidad de ciudadanos, y de ciudadanos varones, puesto que las mujeres estaban excluidas de los derechos políticos. Se desarrolló durante el período arcaico y clásico.

## Privilegios y obligaciones del ciudadano

### Prerrogativas políticas
Las prerrogativas políticas corresponden al derecho del ciudadano de participar en la gestión de los asuntos públicos:
- reuniéndose en la Asamblea del pueblo (Ekklesía en Atenas o Apella en Esparta) o en los consejos (Boulé ateniense o gerusía espartana).
- ejerciendo las magistraturas u otros cargos que el pueblo le ha confiado (funciones de arconte, de estratego, de tesorero, de epimeleta, etc.)
- impartiendo justicia en los tribunales.

Estas prerrogativas van mucho más allá de la política en el sentido estricto del término, ya que el ciudadano participa en el poder deliberativo, el poder ejecutivo y el poder judicial de la federación.
La historia de las ciudades griegas conduce a considerar tres tipos de regímenes políticos:
- aquellos en los que todos los ciudadanos pueden participar plenamente en la gestión de los asuntos públicos, reuniéndose en asambleas, consejos o los tribunales ejerciendo magistraturas.
- aquellos, en los que junto a los ciudadanos que participan plenamente, otros participan parcialmente, porque no tienen acceso a las magistraturas —o únicamente a alguna de ellas— y se limitan a participar en las asambleas y tribunales, a veces solo en las asambleas
- aquellos regímenes en los que junto a los ciudadanos de pleno derecho, hay quienes no participan ni en las asambleas, ni en los tribunales y que son considerados ciudadanos, porque gozan de prerrogativas distintas de prerrogativas políticas. Los primeros participan de la arkhé, es decir del poder. los segundos no son menos ciudadanos, sino que serían ciudadanos pasivos, frente a los primeros que serían ciudadanos activos. Aristóteles considera que los ciudadanos que no participan de la arkhé son pseudo-ciudadanos.[1]

### Prerrogativas jurídicas
Derecho de propiedad, derecho a tener una porción de terreno dentro de la polis.
Acceso a tribunales y garantías judiciales, derecho a iniciar una acción ya sea como demandante o defensor.

#### El derecho de propiedad
Uno de los privilegios esenciales del ciudadano es el derecho de propiedad, más concretamente el derecho a tener un predio en el territorio de la ciudad. Es lo que los documentos oficiales traducen por la expresión enktésis gès kai oikias, derecho de poseer tierra y una casa. Este privilegio inherente a la ciudadanía, se pierde cuando al ciudadano que ha cometido una falta grave se le confiscan sus bienes, a la vez que se le retiran sus privilegios religiosos y judiciales. En Atenas esta degradación cívica se llamaba atimia.

#### El acceso a los tribunales y las garantías judiciales

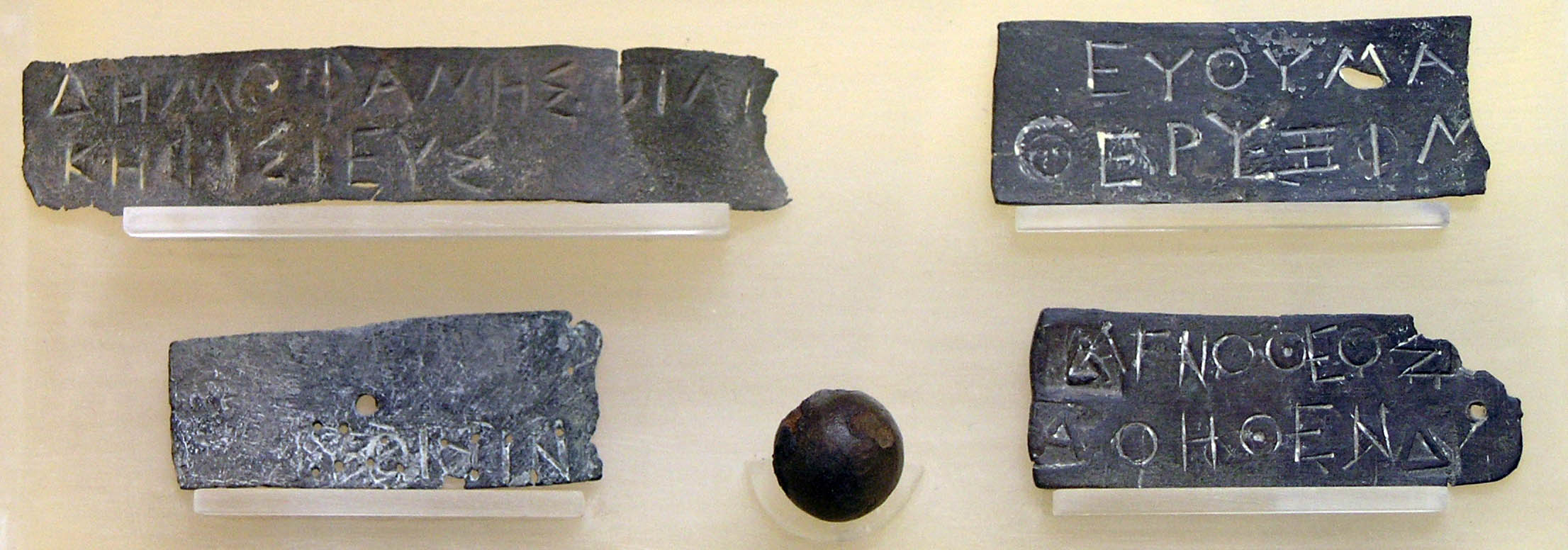
Tablillas de identificación de ciudadanos atenienses (nombre, nombre del padre, demo) para el sorteo de los jurados. Museo del Ágora de Atenas.

La cualidad de ciudadano garantizaba a una persona masculina  la potestad de emprender una acción como demandante o a cambiar como defensor ante los tribunales a garante

### Prerrogativas religiosas
El ciudadano no es solo el que participa de la arkhé, sino el que tiene el privilegio de participar completamente en todas las manifestaciones de la religión cívica. Tiene derecho de participar en los sacrificios, de tomar parte activa de las fiestas religiosas y de ejercer un sacerdocio.

#### Participar en ciertos sacrificios
Es un privilegio esencial del ciudadano. El sacrificio es el acto religioso por excelencia, aquel por el cual la ciudad entera se comunica con sus dioses. El animal sacrificado se dividía en dos partes: la grasa y el hueso de los muslos son quemados en ofrenda a los dioses, la carne es repartida entre los participantes y consumida por ellos. Los extranjeros no eran generalmente admitidos a este acto de comensalidad, excepto en algunos casos para extranjeros residentes.

#### Tomar parte activa en las fiestas religiosas
Es un derecho reservado al ciudadano. En Atenas, el extranjero no puede tomar parte en los concursos organizados en las fiestas cívicas, salvo los que revisten la dimensión de una fiesta panhelénica. 

#### Ejercer un sacerdocio
El ciudadano es el único en poder pretender el ejercicio de un sacerdocio. Debe sin embargo cumplir ciertos requisitos: estar físicamente íntegro, no haber cometido ningún crimen, pertenecer a una familia sin mancha, ser de nacimiento legítimo. En Atenas, los que han accedido recientemente a la ciudadanía no pueden ejercer el sacerdocio. Solo los niños eran autorizados, a condición de que su madre fuera ateniense y se hubiera desposado con su padre en matrimonio legítimo. Son excluidos del sacerdocio los ciudadanos que han sido castigados con la atómica

### Beneficios sociales
La ciudad reservaba al ciudadano un cierto número de beneficios que le son expresamente conferidos para facilitarle la asistencia a las fiestas públicas y para permitirle subvenir sus necesidades vitales, si tiene escasos medios.
a) En Atenas, el ciudadano percibía una indemnización por asistir a los espectáculos que tenían lugar en las fiestas religiosas como las Dionisias. Originariamente, se trataba de permitir a los ciudadanos más pobres la asistencia a las representaciones teatrales. Más tarde, era suficiente con estar presente en una fiesta, incluso si no constaba de espectáculos, con lo que esta indemnización se transformó en un subsidio. Los fraudes eran duramente reprimidos.
b) En época de escasez, cuando el trigo se encarece, el Estado lo distribuye gratuitamente a los ciudadanos o lo vende a precios bajos. Los beneficiarios deben acreditar su condición de ciudadano, y en caso de necesidad se procedía a una revisión de las listas cívicas.
c)En circunstancias particularmente difíciles, sobre todo en tiempo de guerra, podía decretarse una ayuda excepcional a los ciudadanos más pobres.

### Obligaciones fiscales
El ciudadano debía participar en las cargas fiscales que la colectividad exigía de cada uno de los miembros en proporción a sus recursos. En Atenas, para la evaluación de estas obligaciones, los ciudadanos eran repartidos en cuatro clases censitarias según su fortuna: la primera clase, la de los pentacosiomedimnos agrupaba a los ciudadanos que habían obtenido unos ingresos de al menos 500 medimnos de grano o 500 metretas de aceite, la segunda clase, la de los hippeis, comprendía los ciudadanos cuyos ingresos eran iguales o superiores a 300 medimnos o 300 metretas; la tercera clase, los zeugitas, era la de los que tienen 200 medimnos o más; la cuarta clase, los tetes, estaba compuesta por los que tenían unos ingresos inferiores a 200 medimnos..
En Atenas, las cargas fiscales revestían dos formas principales: la eisphora y las liturgias.
- La eisphora no era un impuesto regular, sino un impuesto extraordinario recaudado en caso de necesidad para hacer frente a gastos excepcionales, por ejemplo para las necesidades militares. Originariamente, la eisphora estaba basada solo sobre la propiedad inmobiliaria y repartida entre las tres primeras clases, los tetes estaban excluidos. En 378-377 a. C. se procedió a una importante reforma, todos los bienes, inmuebles y muebles fueron tenidos en cuenta. Sobre la base de la declaración de cada contribuyente, el Estado establecía una estimación global de la fortuna de los ciudadanos y fijaba, a partir de esta estimación, el montante total de los ingresos que afectaba la eisphora. Los ciudadanos fueron entonces repartidos en sinmorías o grupos de contribuyentes. Cada sinmoría contribuía, por una parte igual, en el montante total del impuesto: en cada sinmoría de forma interna, se hacía la repartición prorrateada a la fortuna de cada uno sobre la base de su declaración. Para recibir más rápidamente la suma descontada, el Estado creó un poco más adelante la proeisphora pagada por los 300 ciudadanos más ricos que adelantaban la totalidad de la eisphora, que les debía ser reembolsada por los demás contribuyentes, lo que no siempre fue fácil y causó muchas fricciones.
- El principio de la liturgia descansaba sobre que los ciudadanos más ricos se encargaban de los gastos de utilidad pública. En Atenas se conocían varias liturgias: la coregía, organización de coros para las representaciones (ditirambos, comedia, tragedias que tenían lugar en las grandes fiestas religiosas; la gimnasiarquía), de la que se encargaba un ciudadano para los gastos de entrenamiento y participación de su tribu en algunas pruebas deportivas; la hestiasis, organización de una comida pública ofrecida a los miembros de la tribu; la arquiteoría, responsabilidad de la delegación religiosa de anunciar en el extranjero las grandes fiestas de la ciudad o representarla en las fiestas organizadas por otras ciudades; la trierarquía, equipamiento y mando de un trirreme.

### Beneficios militares
El ciudadano estaba obligado al servicio militar, y esta obligación parecía, en algunos aspectos, un privilegio reservado a él. En principio, la ciudad no lo recortaba más que excepcionalmente a los no ciudadanos (extranjeros residentes o esclavos) y cuando era necesario, los enrolaba en unidades distintas. No todos los ciudadanos eran iguales ante las obligaciones militares, porque en la mayor parte de las ciudades las cumplían en función de su fortuna.
En Esparta , todos los ciudadanos de 20 a 49 años de edad podían ser llamados para partir en campaña militar. Antes de los 20 años, los jóvenes ciudadanos atenienses cumplían un periodo de formación cívica y militar en el curso del cual eran acantonados en diferentes puntos fortificados y patrullaban la chora. De los 50 a los 59 años, el ciudadano podía ser requerido para asegurar las murallas en tiempo de guerra. Pero la adscripción de los ciudadanos se basaba en sus recursos, ya que tenían que armarse y equiparse a su costa.

## Adquisición de la ciudadanía

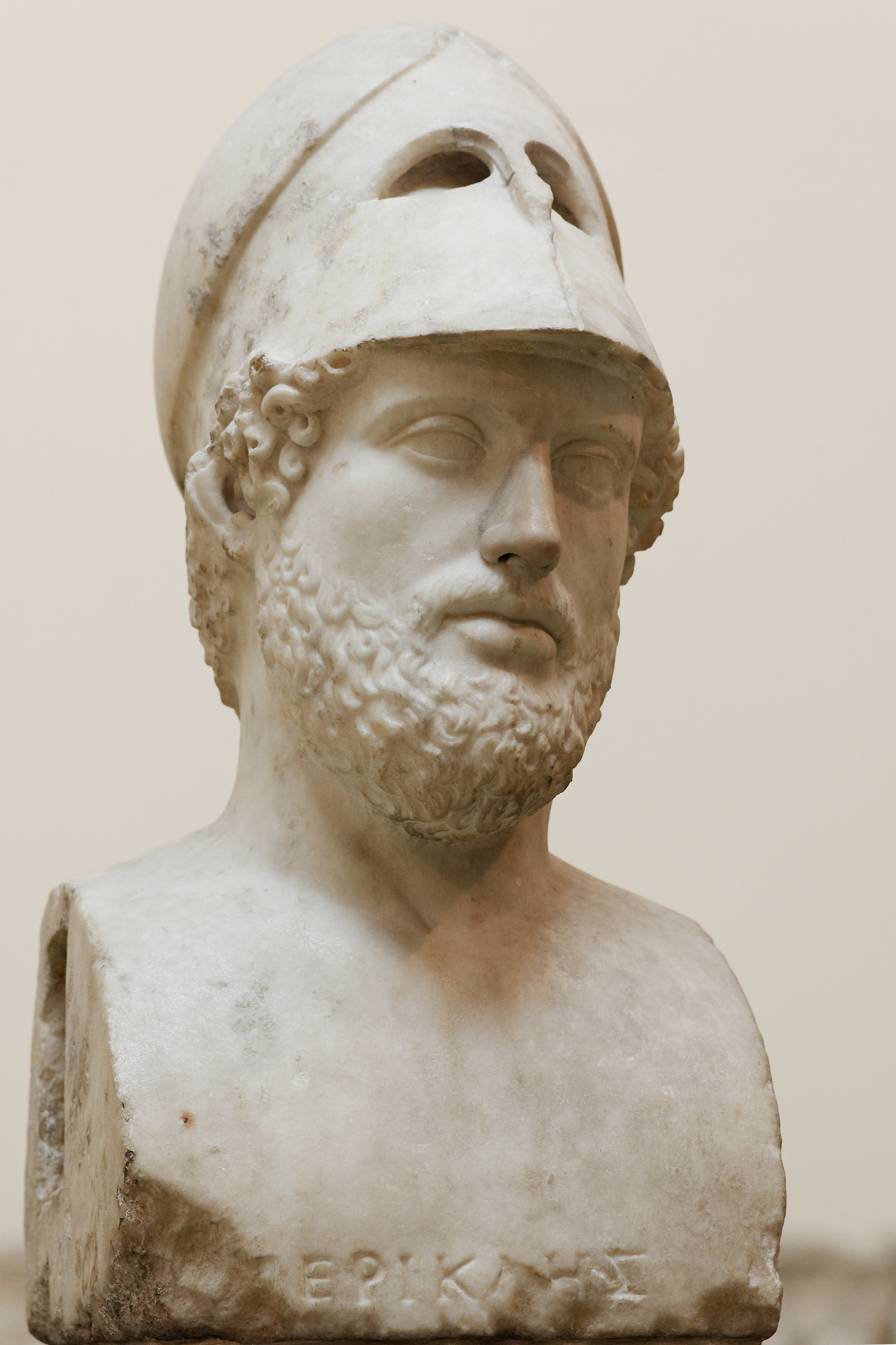
Pericles fue quien propuso el decreto para limitar la ciudadanía en Atenas a los hijos de padre y madre ateniense.

En Atenas, se adquiría la ciudadanía mediante naturalización o por nacimiento. A partir del año 451 a. C., fue votado un decreto a iniciativa de Pericles, que restringía las condiciones de obtención de la ciudadanía: son ciudadanos atenienses los hombres de veinte años al menos, nacidos de un padre ciudadano ateniense y de una madre hija de ciudadano ateniense. Esta ley debió permanecer en vigor hasta la guerra del Peloponeso, en el transcurso de la cual cayó en desuso, para ser después confirmada, sin efecto retroactivo, con la restauración democrática de 403 a. C. De hecho, en virtud de esta ley, los hijos nacidos de uniones mixtas, que no estaban prohibidas, entre un ateniense y una extranjera, se hallaban excluidos de la ciudadanía y de la herencia paterna. Los nacidos de una unión legítima, de dos padres de ascendencia ateniense, o mucho más a menudo, de un padre ciudadano y de una madre extranjera de condición inferior, los nothoi, no podían ejercer los derechos del ciudadano ni heredar los bienes paternos.
La inmensa mayoría de los ciudadanos atenienses lo eran por nacimiento. Atenas no disponía de un registro centralizado de ciudadanos: la lista la tenían los demos y las fratrías. Un ciudadano varón entraba en la fratría de su padre a los tres o cuatro años de edad, y en su demo a la edad en que alcanzaba la ciudadanía. Las mujeres ciudadanas no eran registradas en parte alguna, aunque a menudo eran presentadas a la fratría de su padre y el testimonio de los miembros de esta fratría debió ser vital cuando un ateniense (varón) debía probar la ciudadanía de su madre. Pero era la inscripción en el demo la que determinaba realmente la ciudadanía plena. Una de las reformas más importantes de Clístenes fue la de unir a esta inscripción el ejercicio de los derechos políticos, y en el siglo IV a. C., la mención del demo era tan importante como el patronímico en la identidad completa del ciudadano. Cada ateniense tenía un nombre tripartito, compuesto del onoma (el nombre personal), del patronymikon (el patronímico) y el dèmotikon (el nombre del demo). Se aplicaba tanto a la vida privada como a la pública.

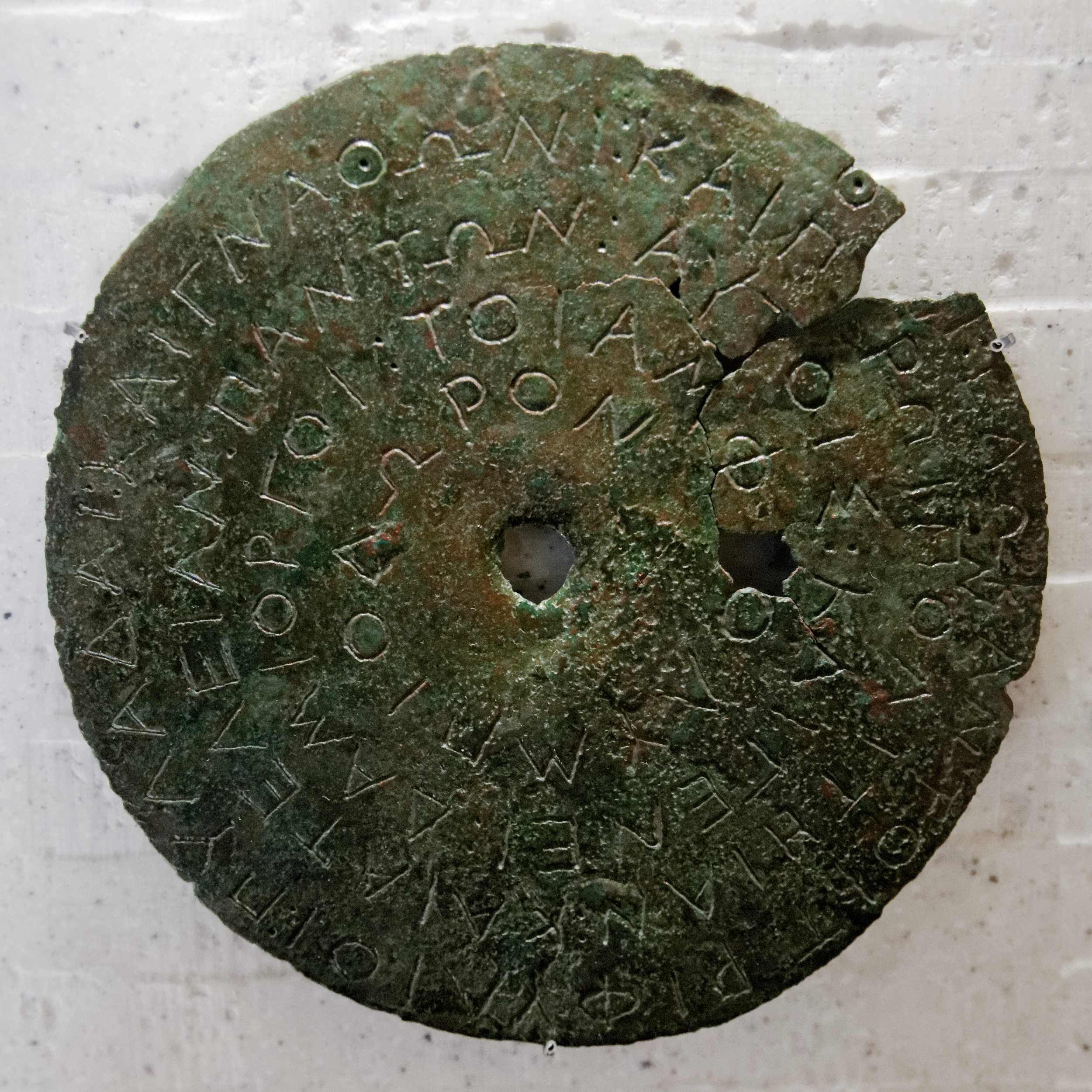
Decreto del siglo IV a. C. de los trifilios garantizando la ciudadanía y la exención de cargas públicas a tres personas.

A comienzos del año, todos los jóvenes que habían alcanzado los 18 años en el año precedente  eran presentados por su padre o su tutor ante la asamblea de su demo. Cada uno de los miembros tenía derecho a objetar la admisión del joven. La asamblea prestaba juramento y votaba a continuación dos veces: la primera para saber si el candidato cumplía el requisito de tener 18 años, la segunda para saber si había nacido libre (es decir, si sus padres eran ciudadanos), y si cumplía el marco legal (es decir, que sus padres estuvieran casados). Si los dos votos eran positivos el candidato era inscrito en el registro del demo; Si no, tenía derecho de apelar ante el Tribunal del pueblo, en cuyo caso el demo era representado por cinco acusadores y el joven probablemente por su padre. Si ganaba la apelación, el demo debía aceptarlo, pero si el tribunal decidía contra él, era vendido como esclavo. Después de ser registrados en su demo, los nuevos ciudadanos de ese año eran presentados al Consejo (Boulé), que procedía a una dokimasia en el curso de la cual se votaba de nuevo sobre su edad.
En la época de la composición de la Constitución de los atenienses, los jóvenes después de su inscripción, debían seguir durante dos años una especie de entrenamiento militar, antes de acceder, a la edad de veinte años, a la comunidad política propiamente dicha. Este periodo de dos años, la efebía, representaba la adaptación a las realidades de la ciudad de los antiguos ritos de iniciación, que permitían a los efebos atenienses pasar de la adolescencia a la condición de ciudadanos de pleno derecho.
Otra vía de acceso en Atenas era la naturalización, que consistía en la concesión de la ciudadanía a los no-atenienses en reconocimiento por los servicios prestados a la ciudad. El pueblo reunido en Asamblea (Ekklesía) decidía otorgarla en la siguiente asamblea para que tuviera fuerza de ley, con el voto al menos de seis mil atenienses votando en escrutinio secreto. «Los pritanos eran los encargados de la colocación de las urnas y de entregar las fichas de voto al pueblo a medida que se acercaba, antes de que entraran los extranjeros y antes de retirar las empalizadas, para que cada uno actuara con total independencia y mirara en su fuero interno si a quien iba a hacer ciudadano, era digno de acceder a la ciudadanía».
Asimismo, en virtud de un tratado de isopoliteia entre dos póleis, los ciudadanos podían disfrutar los privilegios de la ciudadanía en las dos ciudades que formaban parte del tratado. En la práctica esto significaba que se le concedían beneficios como la exención tributaria, el derecho al sacrificio en los cultos públicos, escaños especiales en las reuniones públicas y el derecho a entablar juicios en el tribunal público, reservados a los ciudadanos. Además, cualquier ciudadano de una ciudad que quisiera obtener la ciudadanía completa, especialmente la elegibilidad para cargos públicos, en la otra ciudad sólo tenía que declararse a sí mismo sujeto a impuestos.

## Pérdida de la ciudadanía
La pérdida de la ciudadanía sancionaba a aquellos que habían cometido una falta contra la comunidad o contra su honor, como por ejemplo los deudores del Tesoro, los ladrones, los desertores, los que se habían abandonado su escudo en el campo de batalla, los falsos testigos y los que habían maltratado a sus padres. Originariamente, consistía en dejar de estar amparados por la ley, estar fuera de la ley: puesto que no era más que una pérdida de derechos, sin embargo, incitaba a los átimos a exiliarse. La atimia podía ser total o parcial. Un ejemplo de la parcial o temporal era la prohibición de frecuentar el ágora. El átimo generalmente no podía interponer una acción judicial, ser testigo en un juicio, o hacer testamento. Se le excluía del ejército, del culto a los dioses de la polis, hasta que se produjera una votación para rehabilitarle la ciudadanía (epitimia)  y se le confiscaban sus bienes.

### En Atenas
El ciudadano ateniense que incurría en una falta grave, era castigado con el ostracismo. Por otra parte, la atimia no conllevaba necesariamente la pérdida de las propiedades o el exilio forzoso. Era la pena más grave que imponían los tribunales, exceptuando la condena a muerte o el ostracismo. Equivalía en su grado máximo a la muerte política. El ciudadano despojado de todos sus derechos no podía hablar en la Ekklesía (asamblea del pueblo ateniense) o en los tribunales de Atenas.
Al átimo también se le impedía ejercer cargos públicos: interdicción de ser elegido juez de los tribunales o ejercer como bouleta (consejero) en la Boulé (Consejo ateniense). Incluía el no poder participar como jurado, la denegación del acceso a los templos o al ágora. Si desobedecía y accedía a los lugares que tenía prohibidos, podía ser arrestado por cualquier ciudadano y entregado a los tesmótetas o a los Once. Normalmente, la atimia era para toda la vida y, en casos muy graves, se podía  aplicar a sus descendientes. Como ejemplo de ateniense notable que sufrió una pérdida parcial de la ciudadanía se puede citar a Andócides, que estuvo implicado en la profanación de los misterios de Eleusis en 415 a. C. Con la sentencia revocatoria consecuencia de la amnistía general extraordinaria decretada en 403 a. C., recuperó la ciudadanía. Además del oprobio público y familiar del que era objeto los tresantes) (soldados «cobardes»), Esparta los castigaba con la pérdida total de sus derechos según Plutarco.

### En Esparta
Los espartanos pertenecientes a la clase de los homoioi, es decir, los ciudadanos de pleno derecho, que no pagaban a escote las comidas en común (sisitias) eran relegados a la condición de hipomeiones («Inferiores»). Los soldados que huían o se rendían al enemigo eran considerados unos cobardes (tresantes). En la época clásica esta sanción acentuó el decrecimiento del número de ciudadanos. El hipomeión Cinadón, en el año 398 a. C., intentó recuperar sus derechos encabezando una conspiración que fue abortada (véase conspiración de Cinadón). Los hipomeiones eran los espartiatas que habían sufrido la privación total o temporal de sus derechos ciudadanos, por no cumplir con sus obligaciones económicas en las sisitias o por su comportamiento en el campo de batalla. Ejemplo de este segundo supuesto fueron los espartiatas capturados por el ejército ateniense tras la batalla de Esfacteria (421 a. C.) Con posterioridad pudieron recuperar sus derechos.
En cuanto a los periecos, participaban de una ciudadanía lacedemonia, pero no espartiata.